# Hannes Daube
Hannes Peter Daube (Newport Beach, 2000. január 5. ― ) kétszeres világliga ezüst-, valamint egyszeres világkupa-bronzérmes amerikai válogatott vízilabdázó, a Jug Dubrovnik játékosa.

## Sportpályafutása
2015-ben debütált az amerikai válogatottban, mellyel 2021-ben ezüstérmes lett a tbiliszi világliga-szuperdöntőben, majd 2022-ben szintén világliga-ezüstérmet ünnepelhetett Strasbourg-ban. 2023-ban Los Angeles-ben világkupa-bronzérmet nyert. 2020-ban lett a görög Olimbiakósz játékosa. 2021-ben a francia bajnok CN Marseille-hez igazolt, 2023-tól pedig a horvát Jug Dubrovnikban folytatja játékoskarrierjét.

## Eredményei

### Klubcsapattal

#### Olimbiakósz
- Görög bajnokság
  - Aranyérmes: 2021

#### CN Marseille
- Francia bajnokság
  - Aranyérmes: 2022, 2023

### Válogatottal

#### Egyesült Államok
- Pánamerikai játékok aranyérmes (Lima, 2019)
- Világliga ezüstérmes (Tbiliszi, 2021)
- Olimpiai 6. helyezett (Tokió, 2021)
- Világliga ezüstérmes (Strasbourg, 2022)
- Világbajnoki 6. helyezett (Budapest, 2022)
- Világkupa bronzérmes (Los Angeles, 2023)
- Világbajnoki 7. helyezett (Fukuoka, 2023)

## Magánélete
Édesapja új-zélandi, míg édesanyja német származású. Daube az amerikai mellett rendelkezik új-zélandi állampolgársággal is.